# ایگامورسیا
ایگامورسیا (به اسپانیایی: Aiguamúrcia) یک شهرستان در اسپانیا است که در استان تاراگونا واقع شده‌است.